# Palura costipicta
Palura costipicta là một loài bướm đêm trong họ Noctuidae.